# Фрида (фильм)
«Фрида» (англ. Frida) — драма 2002 года, рассказывающая о жизни мексиканской художницы Фриды Кало. Фильм основан на книге Хейден Эрреры «Фрида: Биография Фриды Кало».
Лауреат премии «Оскар» в номинациях «Лучшая музыка к фильму» и «Лучший грим». Исполнительница главной роли Сальма Хайек за актёрскую работу в ленте выдвигалась на премии «Оскар», «Золотой глобус» и BAFTA.

## Сюжет
1922 год. Фрида Кало - жизнерадостная 18-летняя девушка. Автобус, на котором она едет, сталкивается с трамваем. Фрида получает тяжёлые травмы - металлический поручень пронзает её тело насквозь, - она прикована к кровати. Отец приносит ей принадлежности для рисования. Любимый мужчина оставляет её.
К Фриде возвращается способность ходить. Она навещает художника-монументалиста Диего Риверу, требуя честной критики ее картин. Между Фридой и Риверой начинаются отношения. Когда он делает предложение, она говорит ему, что ожидает от него верности. Тем не менее, Ривера вступает в связь самыми разными женщинами. Фрида не остаётся в долгу и занимается сексом с мужчинами и женщинами, в том числе с одной из любовниц Риверы.
1934 год. Пара едет в Нью-Йорк. Ривера создаёт фреску «Человек на перекрестке» по просьбе семьи Рокфеллеров, её размещают в Рокфеллеровском центре. Кало живёт в США, у неё случается выкидыш. Она возвращается в Мексику на похороны матери. Ривера, придерживающийся коммунистических убеждений, отказывается пойти на компромисс со своим покровителем Нельсоном Рокфеллером, и изменить фреску, в результате фреска уничтожается. Ривера неохотно возвращается в Мексику.
Сестра Кало, Кристина, переезжает к ним в их дом-студию в Сан-Анхеле в качестве ассистентки Риверы. Кало обнаруживает, что Ривера спит с Кристиной. Она оставляет Риверу и впадает в алкоголизм, возвращается в дом своей семьи в Койоакане. Они воссоединяются во время празднования Диа-де-лос-Муэртос, где он просит ее встретить и приютить Льва Троцкого, получившего политическое убежище в Мексике. Во время экскурсии в Теотиуакан, Троцкий заинтересовывается творчеством Кало, они становятся любовниками. Жена Троцкого узнает об этом и вынуждает мужа покинуть безопасный дом Кало.
Кало уезжает в Париж, когда Диего понимает, что она изменила ему с Троцким. Тем не менее, у Риверы не было особых проблем с другими делами Кало, поскольку Троцкий был слишком важен, чтобы быть тесно связанным с его женой. Когда она возвращается в Мексику, он просит развода. В 1940 году Троцкий становится жертвой покушения. Полиция подозревает Риверу в организации убийства. Когда им не удается его найти, Кало арестовывают. Кристина приезжает и выводит Кало из тюрьмы, объясняя, что Ривера убедил президента Карденаса освободить ее.
Гангрена поражает Кало, ей удаляют пальцы на ногах,. Ривера просит Кало снова выйти за него замуж, и она соглашается. Ее состояние всё ухудшается, врачам приходится отнять ногу. Пневмония делает ее прикованной к постели. В 1953 году кровать Кало переносят из её дома в музей, чтобы она посетила свою первую персональную выставку в родной стране.

## В ролях
| Актёр                   | Роль                     |
| ----------------------- | ------------------------ |
| Сальма Хайек            | Фрида Кало               |
| Альфред Молина          | Диего Ривера             |
| Джеффри Раш             | Лев Троцкий              |
| Миа Маэстро             | Кристина Кало            |
| Эшли Джадд              | Тина Модотти             |
| Антонио Бандерас        | Давид Альфаро Сикейрос   |
| Эдвард Нортон           | Нельсон Рокфеллер        |
| Алехандро Усигли        | Профессор                |
| Амелия Сапата           | Служанка                 |
| Диего Луна              | Алехандро Гонсалес Ариас |
| Фермин Мартинес         | Художник в автобусе      |
| Лоло Наварро            | Нэнни                    |
| Люсия Браво             | Модель из аудитории      |
| Маргарита Санс          | Наталья Седова           |
| Патрисия Рейес Спиндола | Матильда Кало            |
| Роджер Рис              | Гильермо Кало            |
| Валерия Голино          | Лупе Марин               |
| Фелипе Фулоп            | Жан ван Хейеноорт        |
| Чавела Варгас           | La Pelona                |
| Антонио Савала Куглер   | Меркадер                 |
| Карен Плантади          | Жозефина Бейер           |

## Награды и номинации
| Награды                        | Категория                            | Имя                                                         | Результат |
| ------------------------------ | ------------------------------------ | ----------------------------------------------------------- | --------- |
| Оскар                          | Лучшая женская роль                  | Сальма Хайек                                                | Номинация |
| Оскар                          | Лучшая работа художника-постановщика | Фелипе Фернандес дель Пасо, Ания Робледо                    | Номинация |
| Оскар                          | Лучший дизайн костюмов               | Джулия Вейсс                                                | Номинация |
| Оскар                          | Лучший грим                          | Джон Э. Джексон, Беатрис де Альба                           | Победа    |
| Оскар                          | Лучшая музыка к фильму               | Эллиот Голденталь                                           | Победа    |
| Оскар                          | Лучшая песня к фильму                | Джули Теймор, Эллиот Голденталь («Burn It Blue»)            | Номинация |
| BAFTA                          | Лучшая женская роль                  | Сальма Хайек                                                | Номинация |
| BAFTA                          | Лучшая мужская роль второго плана    | Альфред Молина                                              | Номинация |
| BAFTA                          | Лучший дизайн костюмов               | Джулия Вейсс                                                | Номинация |
| BAFTA                          | Лучший грим                          | Джуди Чин, Беатрис де Альба, Джон Э. Джексон, Реджина Рейес | Победа    |
| Золотой глобус                 | Лучшая женская роль в драме          | Сальма Хайек                                                | Номинация |
| Золотой глобус                 | Лучшая музыка к фильму               | Эллиот Голденталь                                           | Победа    |
| Премия Гильдии киноактёров США | Лучшая женская роль                  | Сальма Хайек                                                | Номинация |
| Премия Гильдии киноактёров США | Лучшая мужская роль второго плана    | Альфред Молина                                              | Номинация |